# Martini & Rossi
Martini & Rossi is een Italiaanse destilleerderij in Turijn. Het bekendste product is Martini Vermouth in diverse varianten.

## Geschiedenis
De distilleerderij komt voort uit een destilleerderij genaamd Michel Re Agnelli e Baudino, opgericht in 1847 door vier aldus geheten kooplieden. Bij het bedrijf werkten onder anderen Alessandro Martini en Teofilo Sola. In 1863 werd het bedrijf geherstructureerd en nam het de naam Martini, Sola e C.ia aan. Luigi Rossi kwam er als derde partner bij.
In 1879 verkocht de familie Sola, na het overlijden van Teofio, hun aandeel aan de overige partners. Het bedrijf kreeg vanaf toen de naam Martini & Rossi.
De drooglegging in de Verenigde Staten zorgde ervoor dat het bedrijf een niet-alcoholische variant op de markt bracht. Dat bleek van grote waarde voor de onderneming. In 1892 kwam de leiding in handen van de vier zonen van Rossi. Aan het begin van de twintigste eeuw werden de producten naar meer dan 70 landen uitgevoerd.
In 1960 werd een fabriek van Martini & Rossi in Rijswijk gevestigd. Na vertrek van het bedrijf werd het gebouw in 2013 ingericht tot een multifunctioneel bedrijfsverzamelgebouw en omgedoopt tot de Martinifabriek.